# Volt Europa
Volt Europa (vanligtvis benämnt Volt) är en pro-europeisk politisk rörelse som fungerar som den pan-europeiska strukturen för lokala dotterpartier i flera EU-länder. Organisationen har ett pan-europeiskt förhållningssätt inom områden som klimatförändring, migration, ekonomisk ojämlikhet, internationella konflikter, terrorism och den teknologiska revolutionens påverkan på arbetsmarknaden. Efter Europaparlamentsvalet 2019 vann partiet sitt första säte i Europaparlamentet med 0,7 procent av rösterna från Tyskland. Damian Boeselager var därmed Volts första medlem av Europaparlamentet. Efter Europaparlamentsvalet 2024 vann partiet fem säten, tre från Tyskland och två från Nederländerna.

## Historia

### Etableringen av Volt Europa (2017-2018)
Volt Europa grundades den 29 mars 2017 av Andrea Venzon med stöd av Colombe Cahen-Salvador och Damian Boeselager, samma dag som Storbritannien annonserade att de skulle lämna EU enligt artikel 50 i fördraget om Europeiska unionen. Enligt grundarna skapades rörelsen som en reaktion på den ökande populismen i världen och på Brexit. I mars 2018 skapades den första nationella grenen av Volt i Hamburg, Tyskland. Volt har idag aktiva nationella grenar i alla Europeiska unionens medlemsstater.  
Volt Europa startades som en ideell förening i Luxemburg under namnet Vox Europe A.S.B.L., vilket var det tidigare namnet på organisationen. Under sommaren 2018 ändrades namnet till Volt A.S.B.L. för att undvika sammanblandning med det högerpopulistiska partiet i Spanien med det namnet.
27 till 28 oktober 2018 höll Volt Europa sin generalförsamling i Amsterdam, där Amsterdamdeklarationen skapades och som utgör manifestet för valkampanjerna till Europaparlamentet.

### Första europaparlamentsvalet (2019)
22 till 24 mars 2019 hölls den första europeiska kongressen i Rom, där kandidaterna till Europaparlamentsvalet det året presenterades. 
9 juni 2019 hölls en omröstning inom partiet och det beslutades att Volt skulle gå med I G/EFA-gruppen i Europaparlamentet. I framtiden siktar Volt på att skapa sin egen grupp inom Europaparlamentet. 
12 till 13 oktober hölls den allmänna partistämman i Bulgariens huvudstad Sofia, där partistyrelsen som satt ända fram till nästa partistämma i Lissabon 2021 valdes.  
Volt Sverige, den svenska grenen av Volt Europa, fick 146 röster i Europaparlamentsvalet 2019. Samma år i Tyskland fick Volt Deutschland 248824 röster, vilket räckte till ett mandat i Europaparlamentet.

### Framsteg i kommunalval (2020)
Under 2020 vann Volt Deutschland mandat i ett flertal Tyska städer. I mars 2020 vann Volt ett mandat i München och i Bamberg. I München bildade Volt tillsammans med SPD en fraktion. I September samma år gjorde Volt succè i några städer i Nordrhein-Westfalen. I Bonn fick Volt 5,07% och i Köln fick Volt 4,97% vilket gav Volt 3 respektive 4 mandat i stadsråden. Förutom städerna Bonn och Köln där Volt vann flest röster vann Volt också mandat i städerna Aachen, Siegen, Münster, Düsseldorf och Paderborn.
Även i staden Matera i Italien lyckades Volt vinna 4 mandat i stadsrådet.

### Första inträdet i nationell politik (2021)
Volt deltog i parlamentsvalet i Nederländerna 2021 och fick 2,4 % av rösterna vilket resulterade i 3 mandat i nederländska underhuset. Med detta hade Volt nu inte bara representanter på lokal och regional nivå utan även representanter i ett nationellt parlament.  
Några dagar innan det nederländska parlamentsvalet deltog Volt Deutschland i kommunalvalen i Hessen och vann bland annat mandat i städerna Frankfurt, Wiesbaden och Darmstadt. I Darmstadt fick Volt 6,5% av alla röster vilket är det bästa resultatet för Volt någonsin i en kommun. 
Volt deltog också i valet till tyska förbundsdagen den 26 september 2021 men fick 0,4% av rösterna vilket var under 5%-spärren.   
Från 16 till 17 oktober 2021 höll Volt Europa sin generalförsamling i Lissabon. Det var den första fysiska generalförsamlingen sedan 2019. Under generalförsamlingen 2021 blev Reinier van Lanschot omvald som medordförande. Francesca Romana D'Antuono från Italien valdes också till medordförande. Johannes Heinrich från Schweiz valdes till kassör. De sex icke-verkställande styrelseledamöterna som valdes var: Ines Consonni, Anouk Ooms, Lucia Nass, Thor Larholm, Charles Evain och Lucas Amorelli Ribeiro Kornexl.

## Ideologi och agenda
Volt har definierat sina 5+1 fundamentala utmaningar som är:
- 1. Smart stat - Digitalisering av offentlig verksamhet.
- 2. Ekonomisk renässans - En innovativ ekonomi.
- 3. Social jämlikhet - Mänskliga rättigheter, jämställdhet, och tolerans.
- 4. Global balans - Europeiska unionen som en stormakt som balans mot Kina, Ryssland och USA.
- 5. Makt åt medborgarna - Större medborgaraktivitet, subsidiaritet, socialt ansvar och medborgerlig demokrati.
- +1 Europeisk reform - Federation av de europeiska länderna, med större ansvar för dess regioner och städer.

Volt stöder en hållbar och digitaliserad ekonomi, arbete för att ta bort fattigdom och öka jämställdhet (inklusive förslag om Europeisk minimilön), ett samarbete om europeisk beskattning, och ett samarbete mellan offentlig och privat sektor för att öka den europeiska ekonomin och bekämpa arbetslösheten. De stöder även välfärdspolitik, särskilt för sjukvård och skola, feminism, antirasism och HBTQ+, nya institutioner för att förbättra hela Europeiska unionen, ett enat skötande av invandring, en europeisk armé och Eurobonds.
Rörelsen betonar vikten av att hålla en enad europeisk röst som kan höras i världen. De stöder ett federalt och enat Europa, med ett starkt europeiskt parlament, där medborgarna har den centrala rollen för den europeiska demokratin. Volt Europa har även kallats en "hipsterrörelse".  I annan medierapportering har organisationen beskrivits arbeta för att fostra demokrati på EU-nivå och bygga upp europeisk patriotism.
Volt skiljer sig från andra pro-europeiska rörelser som Pulse of Europe och The Union of European Federalists (UEF) genom att man har som mål att delta i europeiska, nationella och lokala val genom sina nationella grenar i de olika EU-medlemsländerna. Det första valet Volt ställde upp i är Europaparlamentsvalet 2019.  Volt Europa är i och med det ett transnationellt parti (som Newropeans och Europeiska federalistpartiet), och fungerar som en paraplyorganisation för sina nationella grenar.
Volt Europa har jämförts med Emmanuel Macrons rörelse La République En Marche! , Jeremy Corbyns Momentum group och kan liknas vid pro-europeiska partier som Ciudadanos i Spanien och NEOS in Österrike.

## Europaparlamentsval

### 2019 Val till Europaparlamentet
| Medlemsland   | Huvudkandidater                                     | Resultat | Mandat | Noteringar                                    |
| ------------- | --------------------------------------------------- | -------- | ------ | --------------------------------------------- |
| Tyskland      | Damian Freiherr von Boeselager, Marie-Isabelle Heiß | 0,67 %   | 1      | –                                             |
| Nederländerna | Reinier van Lanschot                                | 1,93 %   | 0      | –                                             |
| Belgien       | Christophe Calis, Marcela Válková                   | 0,48 %   | 0      | Deltog enbart i Belgiens flamländska valkrets |
| Bulgarien     | Nastimir Ananiev                                    | 0,18 %   | 0      | –                                             |
| Luxemburg     | Rolf Tarrach Siegel                                 | 2,1 %    | 0      | –                                             |
| Sverige       | Michael Holz                                        | 0,003 %  | 0      | –                                             |
| Spanien       | Bruno Sánchez-Andrade Nuño                          | 0,14 %   | 0      | –                                             |

I Frankrike kunde det inte samlas ihop de 800 000 euro som krävs för att få röstsedlar, i Italien fick man inte ihop 150 000 underskrifter, i Österrike fick man inte ihop 2 600 underskrifter, och i Portugal fick man inte ihop 7 500 underskrifter. Volt hade som mål att deltaga i alla val, men kunde inte uppfylla alla krav inom tidsramen.

## Nationella parlamentsval

### Nederländerna
| Val  | Politiskt parti | Ledare         | Antal röster | %          | Mandat | +/- |
| ---- | --------------- | -------------- | ------------ | ---------- | ------ | --- |
| 2021 | Volt Nederland  | Laurens Dassen | 252480       | 2,42 (#11) | 3/150  | Ny  |

### Tyskland
| Val  | Politiskt parti  | Ledare                              | Antal "Zweitstimmen" | %         | Mandat | +/- |
| ---- | ---------------- | ----------------------------------- | -------------------- | --------- | ------ | --- |
| 2021 | Volt Deutschland | Rebekka Müller, Hans-Günter Brünker | 165153               | 0,4 (#14) | 0/735  | Ny  |